# Gemeinschaftsamt Parkstein-Weiden
Das Gemeinschaftsamt Parkstein-Weiden war ein von 1421 bis 1714 bestehendes Kondominat innerhalb des Heiligen Römischen Reiches in der nördlichen Oberpfalz, das unter zwei häufig wechselnden Landesherrschaften stand. 1714 kam das Territorium vollständig in Besitz des Herzogtums Pfalz-Sulzbach und wurde als Amt Parkstein-Weiden bezeichnet.

## Geschichte
Die Reichsherrschaft Parkstein war vorher längere Zeit im Besitz der Wittelsbacher. Das Gemeinschaftsamt Parkstein-Weiden entstand 1421 infolge des Bayerischen Krieges als Kondominat des Kurfürstentums Brandenburg und der Kurpfalz. Der brandenburgische Anteil gelangte 1505 an das Herzogtum Pfalz-Neuburg und wurde 1615 Bestandteil von Pfalz-Sulzbach. 1623 erwarb Wolfgang Wilhelm von Pfalz-Neuburg den kurpfälzischen Anteil. Im Laufe des Dreißigjährigen Krieges verfiel die Burg zusehends, schon Ende des 18. Jahrhunderts waren nur noch die Grundmauern vorhanden.
Im Jahr 1542 führte Pfalzgraf Ottheinrich als Mitinhaber des Gemeinschaftsamtes das evangelische Bekenntnis ein. Kurfürst Friedrich II. von der Pfalz als Mitinhaber tolerierte dies. Pfalzgraf Wolfgang Wilhelm von Neuburg trat am 19. Juni 1613 heimlich zum Katholizismus über, ordnete nach dem Tod seines Vaters im Jahr 1614 die Bekehrung seiner Untertanen an und das Gemeinschaftsamt wechselte abermals den Glauben.
1685 veräußerte Pfalz-Neuburg seinen Anteil am Forstwesen im Gemeinschaftsamt, an Markt und Bergwerk Freihung sowie am Ungeld in den Märkten Kaltenbrunn und Erbendorf an Pfalz-Sulzbach.
1714 verkaufte Pfalz-Neuburg seinen Anteil an Pfalz-Sulzbach, das Kondominat war damit beendet. Das Territorium wurde als sulzbachisches Amt Parkstein-Weiden weitergeführt. Als 1777 die bayerischen Wittelsbacher ausstarben, erbte der regierende Pfalzgraf Karl Theodor Bayern. So wurde das Amt Parkstein-Weiden kurbayerisch. Im Jahr der Auflösung 1802 hatte das Amt Parkstein-Weiden 12.900 Einwohner.

## Landesherren
| Jahr      | markgräfliche Halbscheid                | pfalzgräflichen Halbscheid                   | Bemerkungen |
| --------- | --------------------------------------- | -------------------------------------------- | --- |
| 1421      | Friedrich I. von Brandenburg            | Johann Pfalzgraf bei Rhein, Herzog in Bayern | |
| 1505–1541 | Ottheinrich und Philipp                 |                                              | Als Folge des Landshuter Erbfolgekriegs fällt die markgräfliche Hälfte des Gemeinschaftsamtes Parkstein-Weiden im Jahr 1505 an das neu gegründete Pfalz-Neuburg |
| 1541–1544 | Ottheinrich                             |                                              | |
| 1544–1556 | Ottheinrich                             | Friedrich II., der Weise                     | |
| 1556–1557 | Ottheinrich                             | Ottheinrich                                  | Nach dem Tod Friedrichs II. trat Ottheinrich auf Grund der Erbfolge die Herrschaft als Kurfürst der Pfalz an. |
| 1557–1559 | Herzog Wolfgang von Pfalz-Neuburg       | Ottheinrich                                  | Gemäß den Bestimmungen des Heidelberger Sukzessionsvertrags, der 1553 zwischen den verschiedenen Linien des Hauses Wittelsbach geschlossen worden war, erhielt Wolfgang von Ottheinrich Pfalz-Neuburg. |
| 1559–1569 | Herzog Wolfgang von Pfalz-Neuburg       | Friedrich III. von der Pfalz                 | |
| 1569–1576 | Herzog Philipp Ludwig von Pfalz-Neuburg | Friedrich III. von der Pfalz                 | |
| 1576–1583 | Herzog Philipp Ludwig von Pfalz-Neuburg | Ludwig VI. von der Pfalz                     | |
| 1583–1610 | Herzog Philipp Ludwig von Pfalz-Neuburg | Friedrich IV. von der Pfalz                  | |
| 1610–1614 | Herzog Philipp Ludwig von Pfalz-Neuburg | Friedrich V.                                 | |
| 1614–1623 | August von Pfalz-Sulzbach               | Friedrich V.                                 | |
| 1623–1632 | August von Pfalz-Sulzbach               | Wolfgang Wilhelm von Pfalz-Neuburg           | Wegen Ächtung Friedrichs V. erhielt Wolfgang Wilhelm 1623 die pfalzgräfliche Halbscheid. |
| 1632–1653 | Christian August                        | Wolfgang Wilhelm von Pfalz-Neuburg           | |
| 1653–1690 | Christian August                        | Philipp Wilhelm von der Pfalz                | Erst im Neuburger Hauptvergleich vom 15. Januar 1656 erreichte das Herzogtum Pfalz-Sulzbach seine Unabhängigkeit vom Herzogtum Pfalz-Neuburg und wurde vom Deputatfürstentum, das unter der Oberhoheit des regierenden Fürsten des Stammfürstentums Pfalz-Neuburg stand, zum reichsunmittelbaren Fürstentum. |
| 1690–1708 | Christian August                        | Johann Wilhelm                               | |
| 1708–1714 | Theodor Eustach von Pfalz-Sulzbach      | Johann Wilhelm                               | |
| ab 1714   | Theodor Eustach von Pfalz-Sulzbach      | Theodor Eustach von Pfalz-Sulzbach           | Im Jahr 1714 gelang es Theodor Eustach von Pfalz-Sulzbach den neuburgischen Anteil des Gemeinschaftsamtes Parkstein-Weiden für 200.000 Gulden abzulösen. |

## Einrichtungen des Gemeinschaftsamtes
Sitz des Landrichters und des Hofgerichts des Gemeinschaftsamtes war Burg Parkstein, die Stadt Weiden zentraler Marktort und Sitz des Landschreibers. Zudem existierten in den zugehörigen Orten Erbendorf, Kirchendemenreuth, Parkstein, Kaltenbrunn, Neunkirchen, Kohlberg und Weiden die „sieben Gerichte“, in denen der Parksteiner Landrichter zusammen mit zwölf örtlichen Geschworenen in Fällen der hohen und niederen Gerichtsbarkeit urteilte.
Steuern und Abgaben durften um Gemeinschaftsamt nur mit Zustimmung der beiden Landesherren erhoben werden.